# 發鮋
發鮋（学名：Sthenopus mollis）為輻鰭魚綱鮋形目鮋亞目絨皮鮋科的其中一種，為熱帶海水魚，分布於西太平洋南海及暹羅灣海域，體長可達8.5公分，棲息在底層水域，生活習性不明。
其种加词“mollis ”意为“柔软的”。